# Брестерница
Брестерница (на словенски: Bresternica) е село в Словения, Подравски регион, община Марибор. ССпоред Националната статистическа служба на Република Словения през 2002 г. селото има 1346 жители.